# 若山善太郎

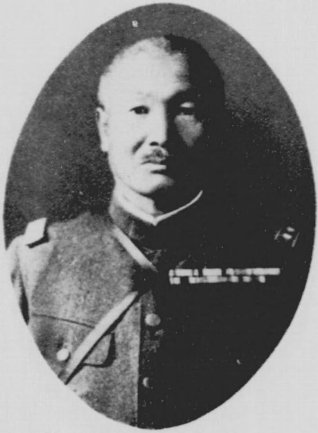
若山善太郎

若山 善太郎（わかやま ぜんたろう、1878年2月27日 - 1961年5月9日）は、日本の陸軍軍人。最終階級は陸軍中将。

## 経歴
愛知県出身。1899年（明治32年）11月、陸軍士官学校（11期）を卒業。翌年6月、工兵少尉任官。1910年（明治43年）11月、陸軍大学校（22期）を卒業。のち陸軍省軍務局軍事課に配属。
1918年（大正7年）8月、近衛工兵大隊長に就任。1920年（大正9年）8月、工兵大佐に昇進。1921年（大正10年）6月、陸軍工兵学校教育部長に異動。1923年（大正12年）4月、第19師団参謀長となり、軍務局工兵課長に転じた。1924年（大正13年）12月、陸軍少将に進級し工兵学校長に就任。
1929年（昭和4年）8月、工兵監に転じ、1930年（昭和5年）8月、陸軍中将に進んだ。1932年（昭和7年）1月、第3師団長に親補された。1934年（昭和9年）3月、第3師団は満州に派遣され、チャムスに駐屯した。1935年（昭和10年）3月、参謀本部付となり、同年8月、待命、同月に予備役編入となった。
1947年（昭和22年）11月28日、公職追放仮指定を受けた。

## 栄典
位階
- 1935年（昭和10年）9月26日 - 正三位[2]

勲章
- 1940年（昭和15年）8月15日 - 紀元二千六百年祝典記念章[3]